# Rathaus Weikertschlag an der Thaya

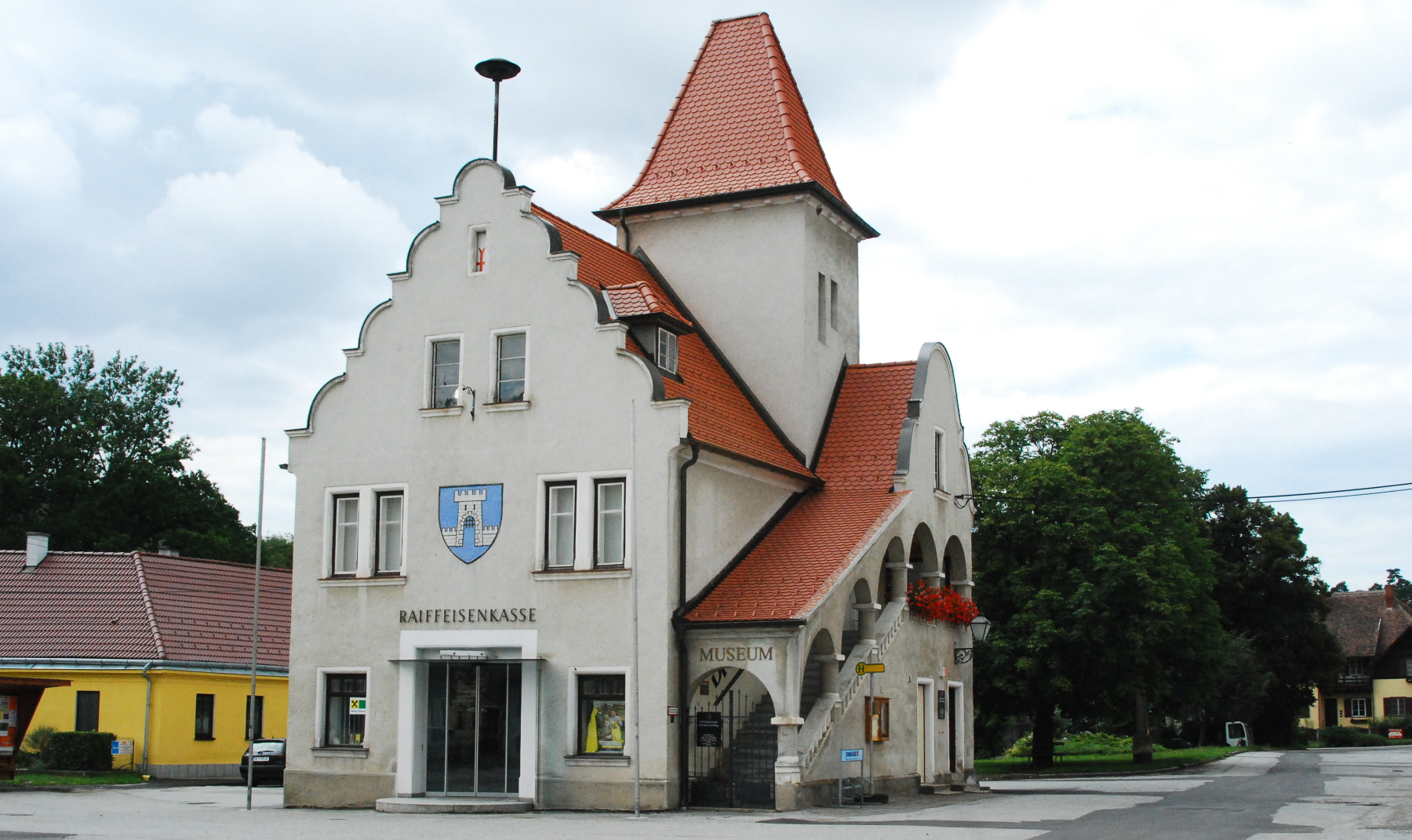
Ehemaliges Rathaus von Weikertschlag an der Thaya

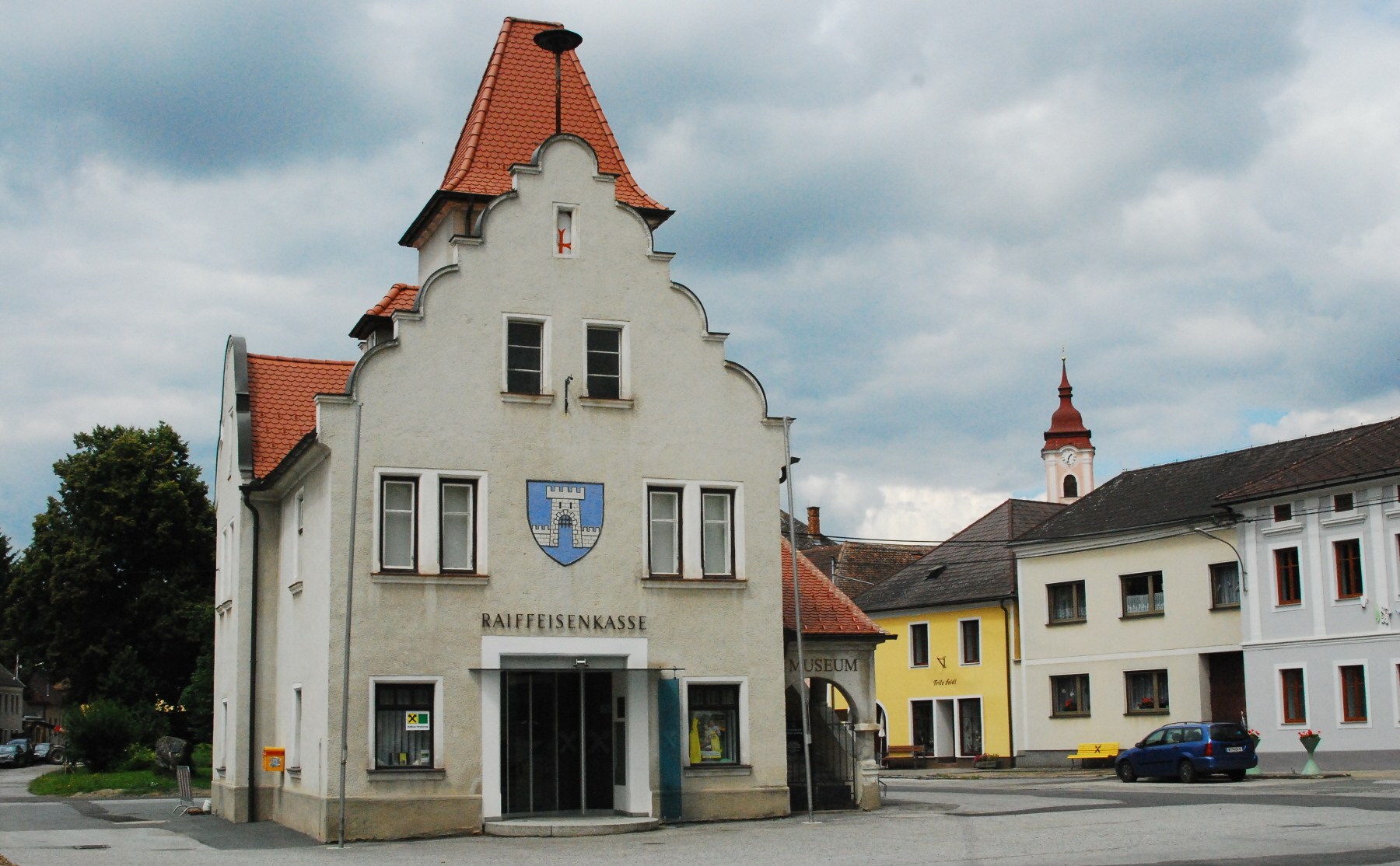
Ehemaliges Rathaus von Weikertschlag an der Thaya

Das ehemalige Rathaus von Weikertschlag an der Thaya in Niederösterreich ist ein denkmalgeschütztes Bauwerk (Listeneintrag).

## Geschichte
An der Stelle eines im Grundriss sechseckigen Wartturms wurde auf dem Hauptplatz von Weikertschlag an der Thaya nach einem Brand im Jahr 1755 ein kapellenähnliches Gebäude mit einem Zwiebeltürmchen für die Zügenglocke errichtet. Dieses diente später der 1877 gegründeten Freiwilligen Feuerwehr des Marktes als Feuerwehrhaus. Vermutlich wurden hier auch Gemeinderatssitzungen abgehalten, da es gelegentlich auch als Rathaus bezeichnet wurde.
Das Rathaus in seiner heutigen Form wurde 1932 nach Plänen des Baumeisters und Architekten Franz Vogler aus Raabs an der Thaya – der Dehio nennt hier Emmerich Siegris – errichtet. Die Einweihung erfolgte am 3. September 1933.
Das neue Rathaus bot neben der Gemeindeverwaltung auch der Post, der Raiffeisenkasse und der Gemeindebücherei sowie im Erdgeschoß der Feuerwehr Platz.
Mit der 1971 erfolgten Eingemeindung von Weikertschlag nach Raabs an der Thaya verlor das Rathaus seine Funktion als Verwaltungsgebäude. Heute beherbergt es im Obergeschoß das seit 1994 bestehende Ortsmuseum.

## Beschreibung
Das Rathaus wurde als zweigeschoßiges romanisierendes Gebäude mit einem eingefügten Turm und geschwungenen Staffelgiebeln errichtet. Der an der Ostseite befindliche Stiegenaufgang in den ersten Stock wird von Arkaden geschützt.